# Víctor Klein
Víctor Carlos Horacio Klein Lavín (Santiago, 2 de octubre de 1917-13 de agosto de 1995) fue un futbolista chileno que se desempeñaba como defensa. Fue campeón con Santiago Morning en 1942, y con Audax Italiano en 1948. Además, fue internacional con la selección chilena en el Campeonato Sudamericano 1945.

## Trayectoria
Comenzó en las divisiones inferiores de Santiago Morning, con quien debutó en el primer equipo y consiguió el título nacional de 1942. Actuó en el club bohemio hasta que en 1947 pasó a Audax Italiano. Al año siguiente alcanzó el campeonato de 1948 con los itálicos.

## Selección nacional
Fue internacional con la selección chilena en el Campeonato Sudamericano 1945.

### Participaciones en Campeonatos Sudamericanos
| Sudamericano                 | Sede  | Resultado    | PJ | G |
| ---------------------------- | ----- | ------------ | -- | - |
| Campeonato Sudamericano 1945 | Chile | Tercer lugar | 3  | 5 |

## Clubes
| Club             | País  | Año       |
| ---------------- | ----- | --------- |
| Santiago Morning | Chile | 1938-1946 |
| Audax Italiano   | Chile | 1947-1950 |
| Palestino        | Chile | 1952      |

## Palmarés

### Campeonatos nacionales
| Título                  | Club             | País  | Año  |
| ----------------------- | ---------------- | ----- | ---- |
| Primera División        | Santiago Morning | Chile | 1942 |
| Campeonato de Campeones | Santiago Morning | Chile | 1943 |
| Campeonato de Apertura  | Santiago Morning | Chile | 1944 |
| Campeonato de Campeones | Santiago Morning | Chile | 1944 |
| Primera División        | Audax Italiano   | Chile | 1948 |
| Segunda División        | Palestino        | Chile | 1952 |